# 石井一郎
石井 一郎（いしい いちろう、1925年7月15日 - 1973年4月26日）は、ヤクザ、暴力団・三代目山口組初代石井組（現・石井一家）組長。本名 山川一郎。
1973年4月26日午前4時死去。 享年47。

## 演じた俳優
- 梅宮辰夫 - 映画『山口組外伝 九州進攻作戦』（1974年、東映。監督・山下耕作） - 役名「石野一郎」
- 石橋凌 - 映画『実録 夜桜銀次 九州進攻作戦鮮血秘話　1・2』（2001年、東映。監督・成田裕介） - 役名「石神司郎」